# Selsbakk
Selsbakk est un quartier de la ville de Trondheim dans le comté de Trøndelag, en Norvège. Il est situé dans l'arrondissement de Midtbyen. Il est situé à environ 5 kilomètres au sud du centre ville. Le club de sport local est Selsbakk IF. 